# Rienzi
Pour les articles homonymes, voir Rienzi (homonymie).
Personnages
- Cola Rienzi, Tribun Romain (ténor)
- Irène, sa sœur (soprano)
- Stefano Colonna, un noble (basse)
- Adriano, son fils (mezzo-soprano)
- Paolo Orsini, un patricien (basse)
- Raimondo, Legat du Pape (ténor)
- Baroncelli, un citoyen romain (ténor)
- Cecco del Vecchio, un citoyen romain (basse)
- Le messager de paix (soprano)

Airs
- Ouverture
- Allmächt'ger Vater, blick herab (Rienzi) — Acte V

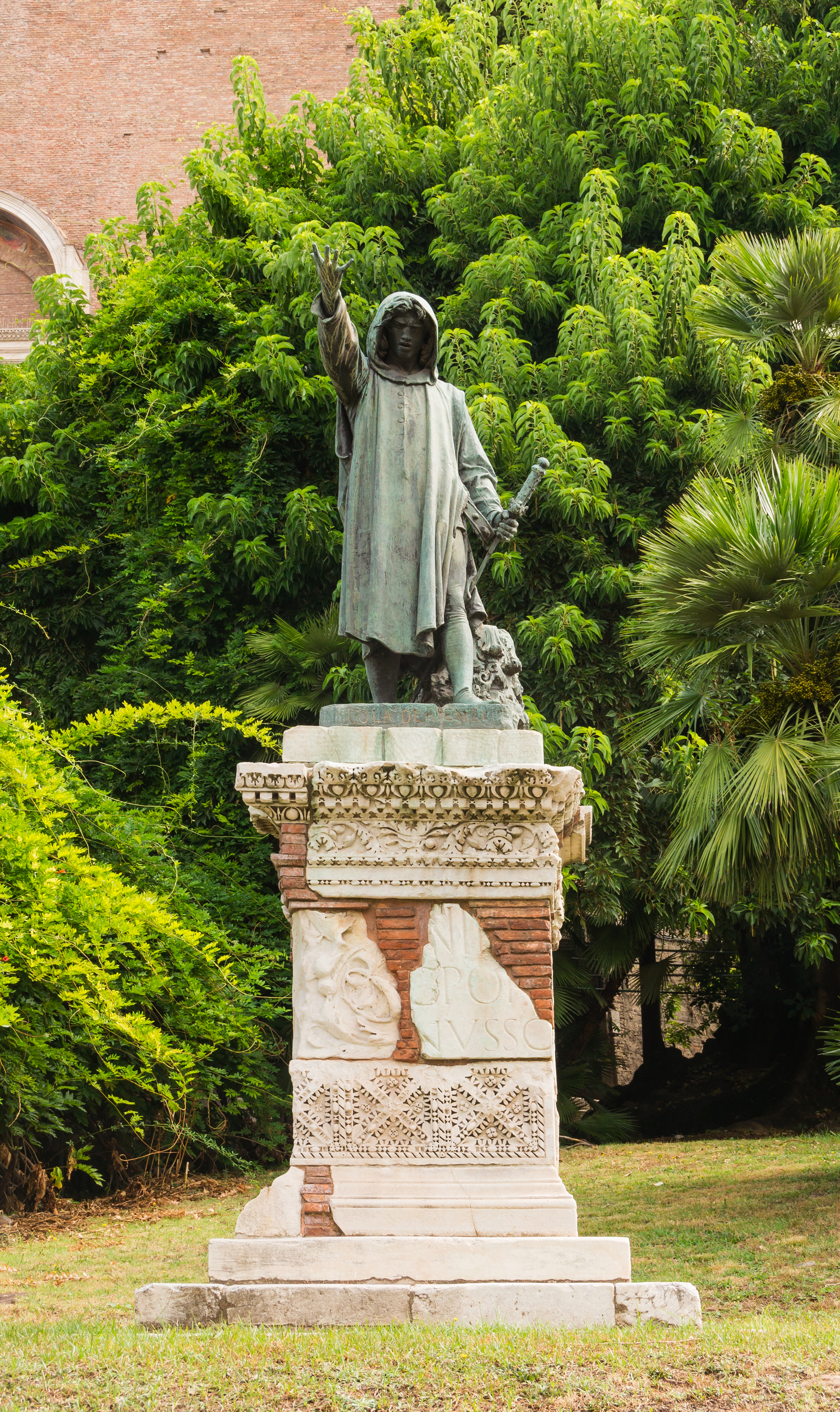
Statue de Cola di Rienzo au Capitole à Rome (Italie).

Rienzi, der letzte der Tribunen (en français, Rienzi, le dernier des Tribuns) est un opéra de Richard Wagner créé le 20 octobre 1842.
Le sujet est basé sur l'histoire de Cola di Rienzo, et se déroule dans la Rome médiévale.
Troisième opéra achevé de Wagner, Rienzi est le dernier de ses opéras de jeunesse et ne fait donc pas partie de ses dix opéras principaux. L'influence de Meyerbeer s'y fait encore largement sentir. Wagner rencontra Meyerbeer lors de son séjour à Paris en 1840 et  fit écouter à ce dernier des extrais des deux premiers actes de l'ouvrage qu'il avait achevés. Meyerbeer écrivit une lettre de recommandation pour Dresde. Rienzi fut le premier succès de Wagner et fut très apprécié par les admirateurs du compositeur. La version originale durait plus de six heures, et le compositeur a immédiatement décidé de la réduire. La plus ancienne version disponible est une partition pour Dresde du début des années 1840, déjà  réduite (donnée en concert par la BBC sous la direction d'Edward Downes en 1976) :  elle dure quatre heures et quarante minutes. Les éditions ultérieures ont été encore plus réduites : une édition de 1843, révisée par Wagner lui-même, dure environ trois heures et trente minutes. Finalement, l'opéra n'a jamais pris forme définitive. Le manuscrit a été offert à Noël 1865 à son mécène, le roi Louis II de Bavière, et en 1939, à Hitler lui-même. Il a probablement disparu pendant la dernière année de la guerre. Il n'est que très rarement présenté depuis les années 1940, et ce malgré quelques productions marquantes dans l'Allemagne de l'après-guerre. « Renié » d'une certaine façon par Wagner lui-même, il n'a théoriquement pas droit de cité au Festival de Bayreuth. Il a néanmoins été représenté pour la première fois à Bayreuth en juillet 2013, mais pas au Festspielhaus, à l'Oberfrankenhalle (3 représentations) et il est programmé pour l'édition 2025 du festival. 
Présenté pour la première fois en France au Théâtre-Lyrique impérial en 1869 sous l'égide de Jules Pasdeloup, dans une traduction française établie par Charles Nuitter et Jules Guillaume, représenté plusieurs fois dans la capitale alsacienne rattachée à l'Empire allemand, l'ouvrage  revient à la scène en France en version concert au Festival de Montpellier en 1993 (Gary Lakes, Susan Anthony, Hans Tschammer, Kathryn Harries, Monte Pederson, Chœur de Radio France, Orchestre National de France sous la direction de Pinchas Steinberg), puis en 2002, toujours en version de concert, au Théâtre des Champs-Élysées (Thomas Moser, Nancy Gustafson, Alfred Reiter, Yvonne Naef, Peter Sidhom, Chœur de Radio France, Orchestre National de France sous la direction de Claus Peter Flor). Il est donné en version scénique en ouverture de saison en octobre 2012 au Théâtre du Capitole de Toulouse, dans une mise en scène de Jorge Lavelli (Torsten Kerl, Marika Schönberg, Richard Wiegold, Daniela Sindram, Stefan Heidemann, Choeur et Orchestre national du Capitole de Toulouse sous la direction de Pinchas Steinberg).

## Argument

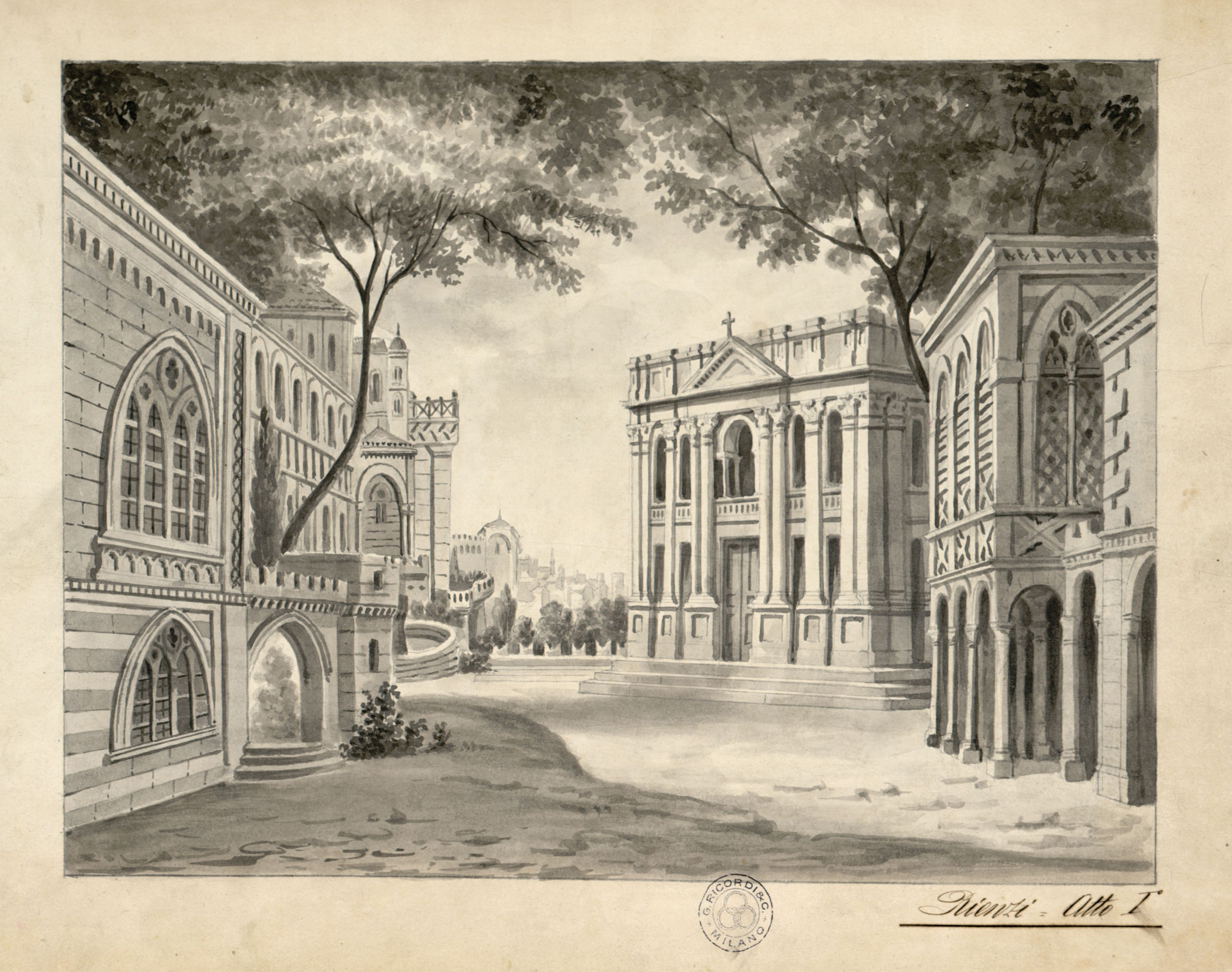
Décors pour l'acte 1 de la pièce, à droite la maison de Rienzi

L’action se passe à Rome au XIVe siècle. La ville est déchirée par les conflits entre familles patriciennes, en particulier les Orsini et les Colonna, factions rivales représentées par leurs chefs respectifs Paolo Orsini et Steffano Colonna. 

### Premier acte
Paolo Orsini tente d’enlever la belle Irène. Cette dernière est la sœur de Cola Rienzi, notaire du pape. Le fils de Colonna, Adriano, accourt avec ses amis pour la défendre. S’ensuit une violente bataille à laquelle le peuple finit par être mêlé. Le cardinal Raimondo, légat du pape d’Avignon, tente en vain d’appeler les belligérants à la raison. Quand Adriano parvient à libérer Irène, Rienzi apparaît, invitant avec succès les parties antagonistes à la trêve. Raimondo et les patriciens s’étonnent de son charisme. Le peuple et les légats lui enjoignent de tenir sa promesse et de mettre un terme à la toute-puissance des nobles. Après que Rienzi s'est assuré de l’appui de l’Église, il annonce au peuple sa liberté imminente ainsi que le retour prochain du Pape à Rome. Il confie la protection de sa sœur Irène à Adriano, voyant leur amour partagé, et refuse la couronne qui lui est offerte. Seules lui importent la paix de Rome et de nouvelles lois. 

### Deuxième acte
Au Capitole, Rienzi, tribun du peuple, annonce la paix et la liberté aux citoyens romains. Si les nobles ont reconnu les nouvelles lois, l’orgueil du tribun leur inspire l’idée d’un complot. Rienzi reçoit les hommages des ambassadeurs, célèbre la liberté de Rome et attend que le pouvoir impérial le confirme dans ses prérogatives. Orsini tente de poignarder Rienzi durant les festivités. L’arme glisse sur la cotte de mailles du tribun. Les parjures sont arrêtés et condamnés à mort, mais finalement graciés à la demande d’Adriano et Irène puis de Rienzi lui-même, qui invite le peuple à faire preuve de clémence. Ces agissements renforcent la colère des nobles tandis que le peuple commence à douter de Rienzi.

### Troisième acte
Le peuple manifeste son mécontentement  à l’égard de Rienzi, car les nobles graciés se sont enfuis de Rome et font maintenant assaut aux portes de Rome avec leurs troupes. Par son talent oratoire, Rienzi parvient une fois de plus à rallier le peuple à sa cause. En réalité partagé entre son amour pour Irène et son devoir filial, Adriano tente encore en vain de concilier les parties adverses. Irène le dissuade de prendre part aux combats. Les soutiens de Rienzi ont décidé entre-temps de lancer l’offensive, de laquelle ils sortent victorieux. Rienzi est porté en triomphe par la foule tandis qu’on apporte les dépouilles de Paolo Orsini et Steffano Colonna. Adriano jure de venger la mort de son père, tombé durant l’affrontement. 

### Quatrième acte
Rienzi a de nouveau perdu la confiance du peuple, qui pense que le tribun veut se mesurer à la noblesse. L’Allemagne et l’Empereur lui reprochent sa présomption et l’Église prend ses distances. Déguisé en citoyen de la plèbe, Adriano a entrepris de dresser le peuple contre son chef. La décision est prise de l’assassiner. Quand le tribun s’apprête à se rendre à la basilique Saint-Jean-de-Latran avec ses amis pour assister à un Te Deum donné en son honneur, Raimondo lui oppose un acte d’excommunication qui le bannit de fait de la cérémonie. La foule est prise d’effroi. Tous se détournent de Rienzi, à l’exception de sa sœur Irène, qui demeure à ses côtés contre le gré d’Adriano.

### Cinquième acte
Reclus au Capitole, Rienzi implore l’aide de Dieu (Prière de Rienzi). Irène demeure fidèle à son frère qui lui assure qu’il n’a jamais eu d’autre fiancée que Rome. Alors cependant que le Capitole est pris d’assaut par la foule et déjà livré aux flammes, Adriano s’efforce de convaincre Irène de le suivre. La foule se précipite avec torches et flambeaux afin de tuer un Rienzi désormais banni. Le tribun se montre mais ses discours n’ont plus d’effet. Prenant la tête du camp des patriciens, Adriano tente d’arracher Irène aux flammes mais il est enseveli par les cendres et les décombres, emporté avec son rival et celle qu’il aime, tandis que les nobles mettent le peuple en déroute.

## Rôles
| Rôles                                                               | Voix                   | Création, 20 octobre 1842, Dresde Königlich Sächsisches Hoftheater chef d'orch. : Carl Gottlieb Reissiger | Première à Paris, 6 avril 1869 Théâtre-Lyrique Impérial chef d'orch. : Jules Pasdeloup |
| ------------------------------------------------------------------- | ---------------------- | --- | -------------------------------------------------------------------------------------- |
| Cola Rienzi, Tribun Romain                                          | Ténor                  | Josef Aloys Tichatscheck                                                                                  | Jules Monjauze                                                                         |
| Irène, sa sœur                                                      | Soprano                | Henriette Wüst                                                                                            | Sternberg                                                                              |
| Stefano Colonna, un noble                                           | Basse                  | Georg Wilhelm Dettmer                                                                                     | Giraudet                                                                               |
| Adriano, son fils                                                   | Mezzo-soprano travesti | Wilhelmine Schröder-Devrient                                                                              | Borghèse                                                                               |
| Paolo Orsini, un patricien                                          | Basse                  | Johann Michael Wächter                                                                                    | Lutz                                                                                   |
| Raimondo, légat du pape                                             | Basse                  | Gioacchino Vestri                                                                                         | Labat                                                                                  |
| Baroncelli, un citoyen romain                                       | Ténor                  | Friedrich Traugott Reinhold                                                                               | Massy                                                                                  |
| Cecco del Vecchio, un citoyen romain                                | Basse                  | Karl Risse                                                                                                | Bacquié                                                                                |
| Le messager de paix                                                 | Soprano                | Anna Thiele                                                                                               | Priola                                                                                 |
| Ambassadeurs, Nobles, Prêtres, Moines, Soldats, Messagers et Peuple |                        | |                                                                                        |

La première en Angleterre a lieu en 1879, avec Joseph Maas comme ténor.

## Fortune de l'œuvre
La partition originale, offerte à Adolf Hitler en 1939 pour son cinquantième anniversaire, a vraisemblablement été perdue dans les bombardements de Berlin. Les représentations de l'ouvrage se fondent depuis lors sur un recoupement de sources diverses (matériels d'orchestre) et, depuis la fin des années 1970, sur le travail musicologique de Reinhard Strohm et Egon Voss publié dans l'édition monumentale des œuvres de Wagner dirigée par Carl Dahlhaus.

## Enregistrements et concerts
Très longue, la version complète est rarement jouée et/ou enregistrée. Seule l'ouverture est souvent jouée.
Parmi les enregistrements, notons surtout la version de Wolfgang Sawallisch à la tête du Bayerisches Staatsorchester avec Raimund Grumbach, Hans Wilbrink, Carmen Anhorn, René Kollo, Kieth Engen, Cheryl Studer, Alfred Kuhn, Jan-Hendrik Rootering, Karl Helm, John Janssen, Bodo Brinkmann, Norbert Orth, Friedrich Lenz, 1983 (Orfeo)
Notons aussi :
- Heinrich Hollreiser, Staatskapelle de Dresde, Kollo, Wennberg, Martin, Adam, 1975 (EMI).
- Josef Krips, Orchestre symphonique de Vienne, Berry, Ludwig, Pernerstorfer, Schoffler, 1960 (Melodram).
- Michael R. Gomez, Orchestre philharmonique de Vienne, 2005 (EMI)
- Edward Downes, BBC Northern Symphony Orchestra & BBC North, 1976 (Ponto)
- Pinchas Steinberg, Choeur et Orchestre national du Capitole de Toulouse, 2012 (Naxos)

Derniers concerts ou représentations en France :
- Orchestre philharmonique de Montpellier, Chœur de Radio France, Pinchas Steinberg, 13 juillet 1993, Montpellier (Opéra Berlioz, Le Corum)
- Orchestre national de France, Chœur de Radio France, Claus Peter Flor, 16 février 2002, Paris (Théâtre des Champs-Elysées).
- Orchestre national du Capitole de Toulouse, Pinchas Steinberg, enregistrement sur le vif en octobre 2012 (Naxos)